# 青杠街道
青杠街道，是中华人民共和国重庆市璧山区下辖的一个乡镇级行政单位。

## 行政区划
青杠街道下辖以下地区：
大兴社区、大字社区、双路社区、青山社区、大森村、中兴村、沙坡村、梁山村、清明村、石河村、塘坊村、棕树村和莲花村。